# Christin Hussong
Christin Hussong (Zweibrücken, 17 marzo 1994) è una giavellottista tedesca.
Ha preso parte ad una finale dei Giochi olimpici a Rio de Janeiro 2016 e vinto una medaglia d'oro agli Europei 2018.

## Palmarès
| Anno | Manifestazione            | Sede           | Evento                 | Risultato | Prestazione | Note                                                  |
| ---- | ------------------------- | -------------- | ---------------------- | --------- | ----------- | ----------------------------------------------------- |
| 2010 | Giochi olimpici giovanili | Singapore      | Lancio del giavellotto | 4ª        | 49,89 m     |                                                       |
| 2011 | Mondiali allievi          | Lilla          | Lancio del giavellotto | Oro       | 59,74 m     |                                                       |
| 2012 | Mondiali juniores         | Barcellona     | Lancio del giavellotto | 7ª        | 53,20 m     |                                                       |
| 2013 | Europei juniores          | Rieti          | Lancio del giavellotto | Argento   | 57,90 m     | Miglior prestazione personale stagionale              |
| 2014 | Europei                   | Zurigo         | Lancio del giavellotto | 7ª        | 59,29 m     |                                                       |
| 2015 | Europei under 23          | Tallinn        | Lancio del giavellotto | Oro       | 65,60 m     | Miglior prestazione nazionale under 23                |
| 2015 | Mondiali                  | Pechino        | Lancio del giavellotto | 6ª        | 62,98 m     |                                                       |
| 2016 | Europei                   | Amsterdam      | Lancio del giavellotto | 17ª (q)   | 57,17 m     |                                                       |
| 2016 | Giochi olimpici           | Rio de Janeiro | Lancio del giavellotto | 12ª       | 57,70 m     |                                                       |
| 2017 | Mondiali                  | Londra         | Lancio del giavellotto | 17ª (q)   | 60,86 m     |                                                       |
| 2017 | Universiade               | Taipei         | Lancio del giavellotto | 5ª        | 60,59 m     |                                                       |
| 2018 | Europei                   | Berlino        | Lancio del giavellotto | Oro       | 67,90 m     | Record dei campionati · Miglior prestazione personale |
| 2019 | Mondiali                  | Doha           | Lancio del giavellotto | 4ª        | 65,21 m     |                                                       |
| 2021 | Giochi olimpici           | Tokyo          | Lancio del giavellotto | 9ª        | 59,94 m     |                                                       |
| 2023 | Giochi europei            | Chorzów        | A squadre              | Bronzo    | 387,5 p.    | [ 1 ]                                                 |
| 2024 | Europei                   | Roma           | Lancio del giavellotto | 4ª        | 61,92 m     | Miglior prestazione personale stagionale              |
| 2024 | Giochi olimpici           | Parigi         | Lancio del giavellotto | 18ª (q)   | 59,99 m     |                                                       |

## Altre competizioni internazionali
2015
- Oro in Coppa Europa invernale di lanci (under 23) ( Leiria), lancio del giavellotto - 60,91 m

2016
- Oro in Coppa Europa di lanci ( Arad), lancio del giavellotto - 61,80 m

2017
- Bronzo in Coppa Europa di lanci ( Las Palmas), lancio del giavellotto - 59,00 m

2018
- Argento in Coppa Europa di lanci ( Leiria), lancio del giavellotto - 60,02 m
- Argento in Coppa continentale ( Ostrava), lancio del giavellotto - 62,96 m

2019
- Argento in Coppa Europa di lanci ( Šamorín), lancio del giavellotto - 65,47 m

2021
- Argento in Coppa Europa di lanci ( Spalato), lancio del giavellotto - 66,44 m
- Vincitrice della Diamond League nella specialità del lancio del giavellotto

2023
- Argento ai Campionati europei a squadre di atletica leggera ( Chorzów), lancio del giavellotto - 60,05 m

## Riconoscimenti
- Atleta mondiale emergente dell'anno (2011)